# امبروس ناگی
امبروس ناگی (انگلیسی: Ambrus Nagy; ۲۰ اوت ۱۹۲۷ – ۱۸ ژوئیهٔ ۱۹۹۱) ورزشکار شمشیربازی اهل مجارستان بود.
وی در مسابقات کشوری و بین‌المللی در مجموع برندهٔ ۱ مدال نقره شده‌است.